# F/A-18E/F Super Hornet
De Boeing F/A-18E/F Super Hornet is een jachtvliegtuig, gevechtsvliegtuig (Fighter) / aanvalsvliegtuig (Attack aircraft) dat opereert vanaf vliegdekschepen. Het toestel is een doorontwikkeling van de F/A-18 Hornet. In 1992 bestelde de United States Navy het toestel bij McDonnell Douglas, dat inmiddels is overgenomen door Boeing. De eerste vlucht vond plaats in 1996 en de eerste landing op een vliegdekschip in 1997. In 1999 werd hij in dienst genomen ter vervanging van de Grumman F-14 Tomcat. De Super Hornet heeft de bijnaam 'Rhino'.

## De indeling en commandostructuur
Alle toestellen zijn ingedeeld in twee operationele wings
- Strike Fighter Wing Pacific Fleet (SFWPF)
- Strike Fighter Wing Atlantic Fleet (SFWAF)

Deze wings zijn toegewezen aan een aantal Carrier Task Groups; dit zijn formaties schepen in bepaalde patrouillegebieden met een vliegdekschip als commandoschip.
Het totale aantal van alle soorten vliegtuigen aan boord van een vliegdekschip wordt aangeduid als de Carrier Vessel Wing (CVW)
Als squadron-aanduiding van de aparte eenheden hanteert men de aanduiding Vessel Fighter Attacksquadron (VFA)
In vredestijd is in de praktijk ca. 30% van alle toestellen in CVW’s op zee ingedeeld; de rest staat dan voor training en onderhoud op een Naval Air Station (NAS) of op een Marine Corps Air Station (MCAS) aan land. NAS of MCAS is de aanduiding voor een vliegbasis van de marine of van het korps mariniers.
Strikewing Pacific
| Squadron | Naam                          | Uitrusting  | Op zee bij    | Aan land bij        |
| -------- | ----------------------------- | ----------- | ------------- | ------------------- |
| VFA-2    | Fighting Two 'Bounty Hunters' | 12x F/A-18F | CVW-2         | NAS Lemoore, Calif. |
| VFA-14   | Fighting 14 Tophatters        | 12x F/A-18F | CVW-11        | NAS Lemoore, Calif. |
| VFA-22   | Fighting Redcocks             | 12x F/A-18E | CVW-9         | NAS Lemoore, Calif. |
| VFA-25   | Fist of the Fleet             | 24x F/A-18C | CVW-4         | NAS Lemoore, Calif. |
| VFA-27   | Royal Maces                   | 12x F/A-18E | CVW-5         | NAS Atsugi, Japan   |
| VFA-41   | Black Aces                    | 12x F/A-18F | CVW-11        | NAS Lemoore, Calif. |
| VFA-94   | Shrikes                       | 24x F/A-18C | CVW-11        | NAS Lemoore, Calif. |
| VFA-97   | Warhawks                      | 12x F/A-18C | MAG12 Iwakuni | NAS Lemoore, Calif. |
| VFA-102  | Diamondbacks                  | 12x F/A-18F | CVW-5         | NAS Lemoore, Calif. |
| VFA-113  | Stingers                      | 12x F/A-18F | CVW-14        | NAS Fallon, Nev.    |
| VFA-115  | Eagles                        | 12x F/A-18E | CVW-14        | NAS Fallon, Nev.    |
| VFA-137  | Kestrels                      | 12x F/A-18E | CVW-2         | NAS Lemoore, Calif. |
| VFA-146  | Blue Diamonds                 | 12x F/A-18C | CVW-9         | NAS Lemoore, Calif. |
| VFA-147  | Argonauts                     | 12x F/A-18C | CVW-9         | NAS Key West, Fla.  |
| VFA-151  | Vigilantes                    | 12x F/A-18C | CVW-5         | NAS Lemoore, Calif. |
| VFA-154  | Black Knights                 | 12x F/A-18F | CVW-3         | NAS Lemoore, Calif. |
| VFA-192  | Golden Dragons                | 12x F/A-18C | CVW-5         | NAS Atsugi, Jpn.    |
| VFA-195  | Dambusters                    | 12x F/A-18C | CVW-5         | NAS Atsugi, Jpn.    |

Strikewing Atlantic
| Squadron | Naam                | Uitrusting  | Op zee bij            | Aan land bij      |
| -------- | ------------------- | ----------- | --------------------- | ----------------- |
| VFA-11   | Red Rippers         | 12x F/A-18F | CVW-17                | NAS Oceana, Virg. |
| VFA-15   | Valions             | 12x F/A-18C | CVW-8                 | NAS Oceana, Virg. |
| VFA-31   | Tomcatters          | 12x F/A-18E | CVW-8                 | NAS Oceana, Virg. |
| VFA-32   | Swordsmen           | 12x F/A-18F | CVW-3                 | NAS Oceana, Virg. |
| VFA-34   | Blue Blasters       | 24x F/A-18C | CVW-17                | NAS Oceana, Virg. |
| VF-37    | Ragin’ Bulls        | 12x F/A-18C | CVW-3                 | NAS Oceana, Virg  |
| VFA-81   | Sunliners           | 12x F/A-18C | CVW-17                | NAS Oceana, Virg  |
| VFA-82   | Marauders           | 12x F/A-18A | CVW-1                 | MCAS Beaufort     |
| VFA-83   | Rampagers           | 12x F/A-18A | CVW-17                | NAS Oceana, Virg  |
| VFA-86   | Sidewinders         | 12x F/A-18A | CVW-1                 | MCAS Beaufort     |
| VFA-87   | Golden Warriors     | 12x F/A-18C | CVW-8                 | NAS Oceana, Virg. |
| VFA-103  | Jolly Rogers        | 24x F/A-18F | CVW-7                 | NAS Oceana, Virg. |
| VFA-105  | Gunslingers         | 12x F/A-18C | CVW-3                 | NAS Oceana, Virg. |
| VFA-106  | Gladiators          | 12x F/A-18C | Fleet Replacement Sqn | NAS Oceana, Virg. |
| VFA-131  | Wildcats            | 12x F/A-18C | CVW-7                 | NAS Oceana, Virg. |
| VFA-136  | Knighthawks         | 12x F/A-18C | CVW-7                 | NAS Oceana, Virg. |
| VFA-143  | Pukin’Dogs          | 12x F/A-18E | CVW-7                 | NAS Oceana, Virg. |
| VFA-211  | Fighting Checkmates | 12x F/A-18E | CVW-9                 | NAS Oceana, Virg. |
| VFA-213  | Blacklions          | 12x F/A-18E | CVW-8                 | NAS Oceana, Virg. |

## Geschiedenis
Aan het begin van de jaren 90 werd de A-12 Avenger II ontwikkeld om de A-6 Intruder en A-7 Corsair II te vervangen. Het project flopte en werd geannuleerd. Hierdoor had de US Navy echter een probleem: er was geen enkel ander vliegtuig in ontwikkeling en een nieuw project zou zeker drie decennia in beslag nemen voordat er een bruikbaar product uit zou voortkomen. De Tweede Golfoorlog maakte duidelijk dat de US Navy meer slagkracht nodig had om de US Air Force bij te kunnen houden en de toch al verouderde A-6 en A-7 zouden het zeker geen dertig jaar meer uithouden. Een snelle oplossing was vereist en daarom werd ervoor gekozen om een bestaand ontwerp te updaten. McDonnell Douglas zou oorspronkelijk de A-12 ontwikkelen. De vliegtuigbouwer besloot op de nieuwe situatie in te spelen en de F/A-18 door te ontwikkelen tot een toestel met een zwaardere bewapening, een groter bereik en geavanceerdere apparatuur.
In 1996 vloog de Super Hornet haar eerste testvlucht en het zou nog tot 1999 duren voordat alle tests waren afgerond. Er werden in totaal 3100 testvluchten uitgevoerd met een totale duur van 4600 vlieguren. In maart 1997 ving de daadwerkelijke productie aan.
De Super Hornet vervangt inmiddels veel verouderde vliegtuigtypen waaronder de A-6 Intruder, A-7 Corsair II, Lockheed S-3 Viking en Grumman F-14 Tomcat. Een speciale versie, de Grumman EA-18G Growler, zal de Grumman EA-6 Prowler vervangen en de elektronische oorlogvoering-taken op zich nemen. In het kort komt het erop neer dat alleen de turboprops en helikopters van de US Navy niet door de Super Hornet vervangen zullen worden.

## Ontwerp

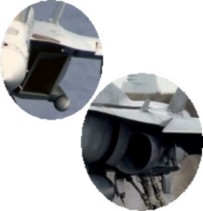
De luchtinlaten van de Super Hornet zijn rechthoekig terwijl die van de Hornet ovaal zijn

Op het eerste gezicht is de Super Hornet vrijwel identiek aan de Hornet. De Rhino is echter een stuk groter en langer en kan meer wapens en brandstof meenemen, (zie de twee extra ophangpunten onder de vleugels). De 35% krachtigere motoren zorgen dat het extra gewicht in de lucht te houden is en het toestel is in staat om met de zwaardere last terug te keren naar het vliegdekschip (bringback capacity). Als YF-17 was de Hornet ongeveer even zwaar als de Northrop F-5 terwijl de Super Hornet zelfs zwaarder is dan de F-15 Eagle. Ondanks dit alles heeft de Super Hornet een iets kleinere radar echo.